# Copelatus silvestrii
Copelatus silvestrii is een keversoort uit de familie waterroofkevers (Dytiscidae). De wetenschappelijke naam van de soort is voor het eerst geldig gepubliceerd in 1903 door Régimbart.